# Ga Seokchon Gobun
Ga Seokchon Gobun (Tiếng Hàn: 석촌고분역, Hanja: 石村古墳驛) là ga tàu điện ngầm trên Tàu điện ngầm Seoul tuyến 9 nằm ở Samjeon-dong, Songpa-gu, Seoul

## Lịch sử
- 9 tháng 8 năm 2018: Tên ga được xác nhận là Ga Seokchon Gobun[1]
- 1 tháng 12 năm 2018: Trở thành ga trung chuyển với việc khai trương Tàu điện ngầm Seoul tuyến 9 [2]

## Bố trí ga
| Samjeon ↑  |
| E/B W/B \| |
| ↓ Seokchon |

| Hướng Tây  | ● Tuyến 9 | Địa phương | ← Hướng đi Liên hợp thể thao · Sinnonhyeon · Sân bay Quốc tế Gimpo · Gaehwa                  |
| Hướng Đông | ● Tuyến 9 | Địa phương | → Hướng đi Seokchon · Songpanaru · Công viên Olympic · Bệnh viện cựu chiến binh Trung ương → |

## Xung quanh nhà ga
| Lối ra \| 나가는 곳 \| Exit \| 出口 | Lối ra \| 나가는 곳 \| Exit \| 出口 |
| ----------------------------------- | --- |
| 1                                   | Công viên trẻ em Sambatnaru Trung tâm phúc lợi dành cho người khiếm thị Seoul Liên đoàn Hợp tác xã Lâm nghiệp Quốc gia Lãnh sự quán danh dự Zimbabwe                     |
| 2                                   | Trường tiểu học Seoul Songjeon Trung tâm an toàn Jamsil 119 Jamsil Raemian Lake Palace Galleria Palace Jamsil Trigium (Cổng phía Nam)                                    |
| 3                                   | Hồ Seokchon (Seoho) Lotte Department Store chi nhánh Jamsil Lotte World                                                                                                  |
| 4                                   | Hồ Seokchon (Seoho) Lăng mộ cổ Seokchon-dong Baekje |
| 5                                   | Trung tâm cộng đồng Seokchon-dong Trung tâm an toàn công cộng Seokchon Lăng mộ cổ Seokchon-dong Baekje Sân tập lái xe Songpa dành cho người khuyết tật                   |
| 6                                   | Sân vận động bóng chày của trường trung học Baemyung Trường trung học cơ sở Haenuri Songpa Helio City Bảo tàng sách Songpa Tancheon Yusuji                               |
| 7                                   | Trường trung học Baemyung Trường trung học cơ sở Baemyung Trung tâm phúc lợi cộng đồng Samjeon                                                                           |
| 8                                   | Trung tâm cộng đồng Samjeon-dong Khu vực Samjeon Trường tiểu học Seoul Samjeon Trung tâm phúc lợi người cao tuổi Songpa Trung tâm cộng đồng Songpa-gu Hội đồng Songpa-gu |

## Hình ảnh

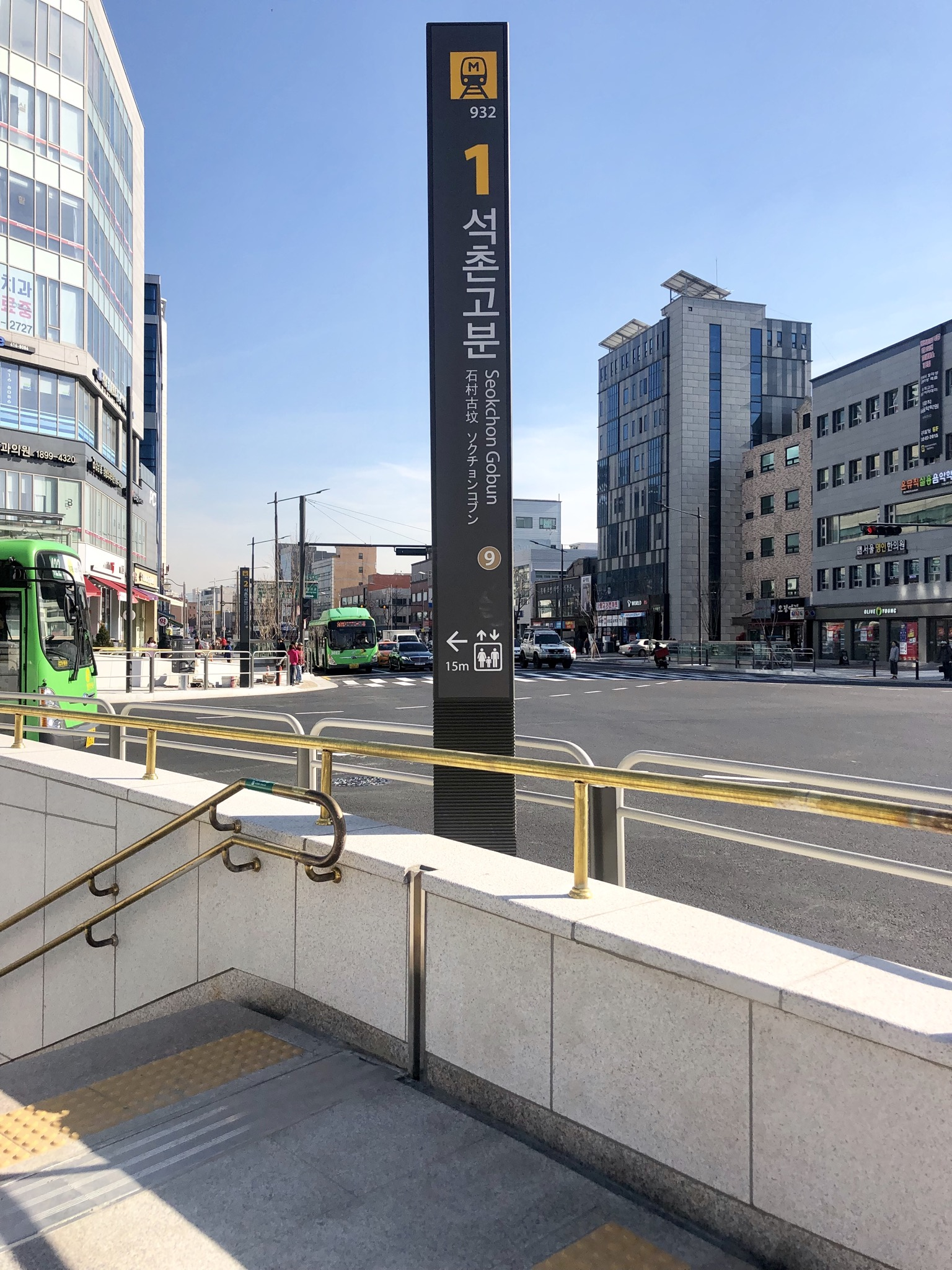
Lối ra 1
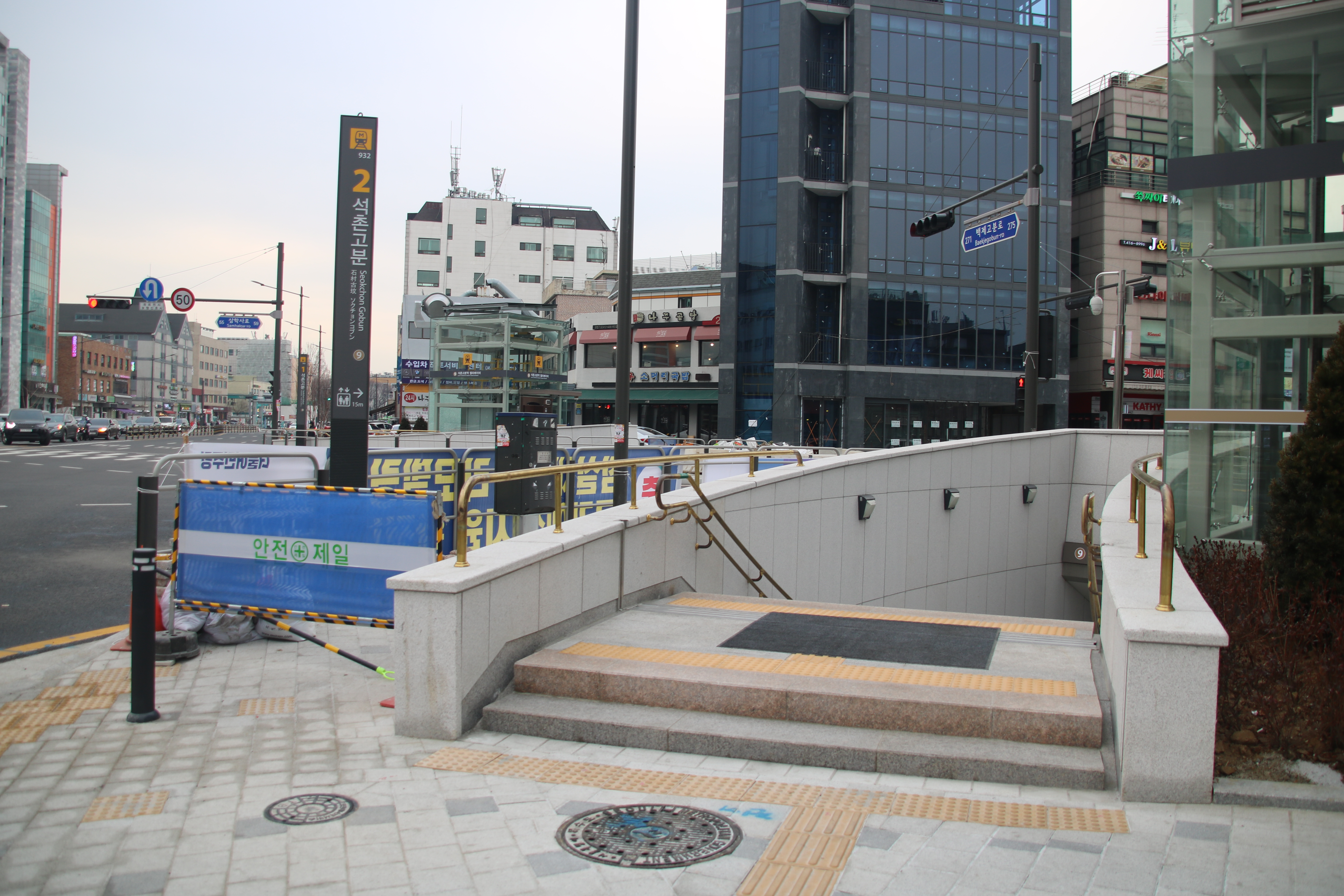
Lối ra 2
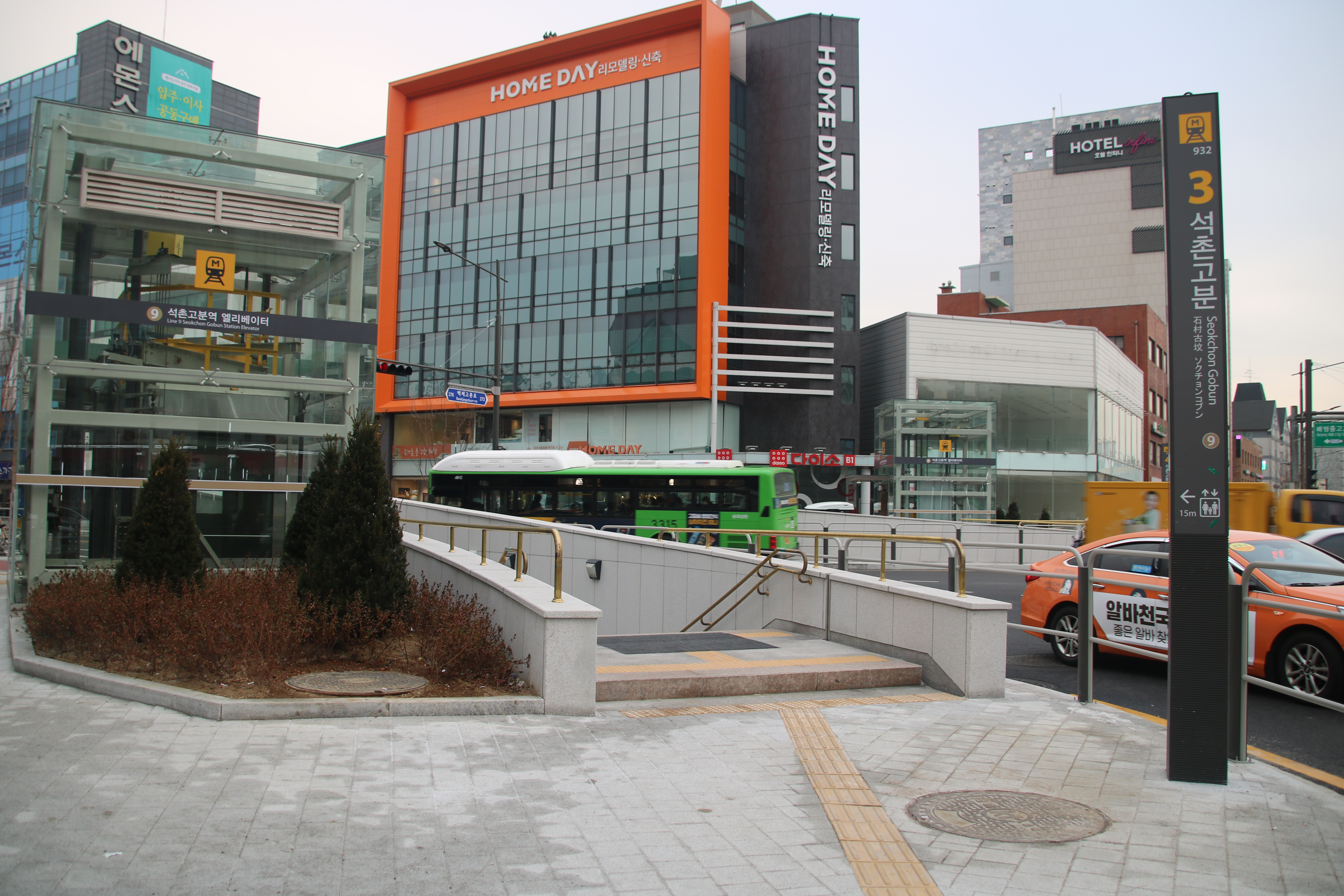
Lối ra 3
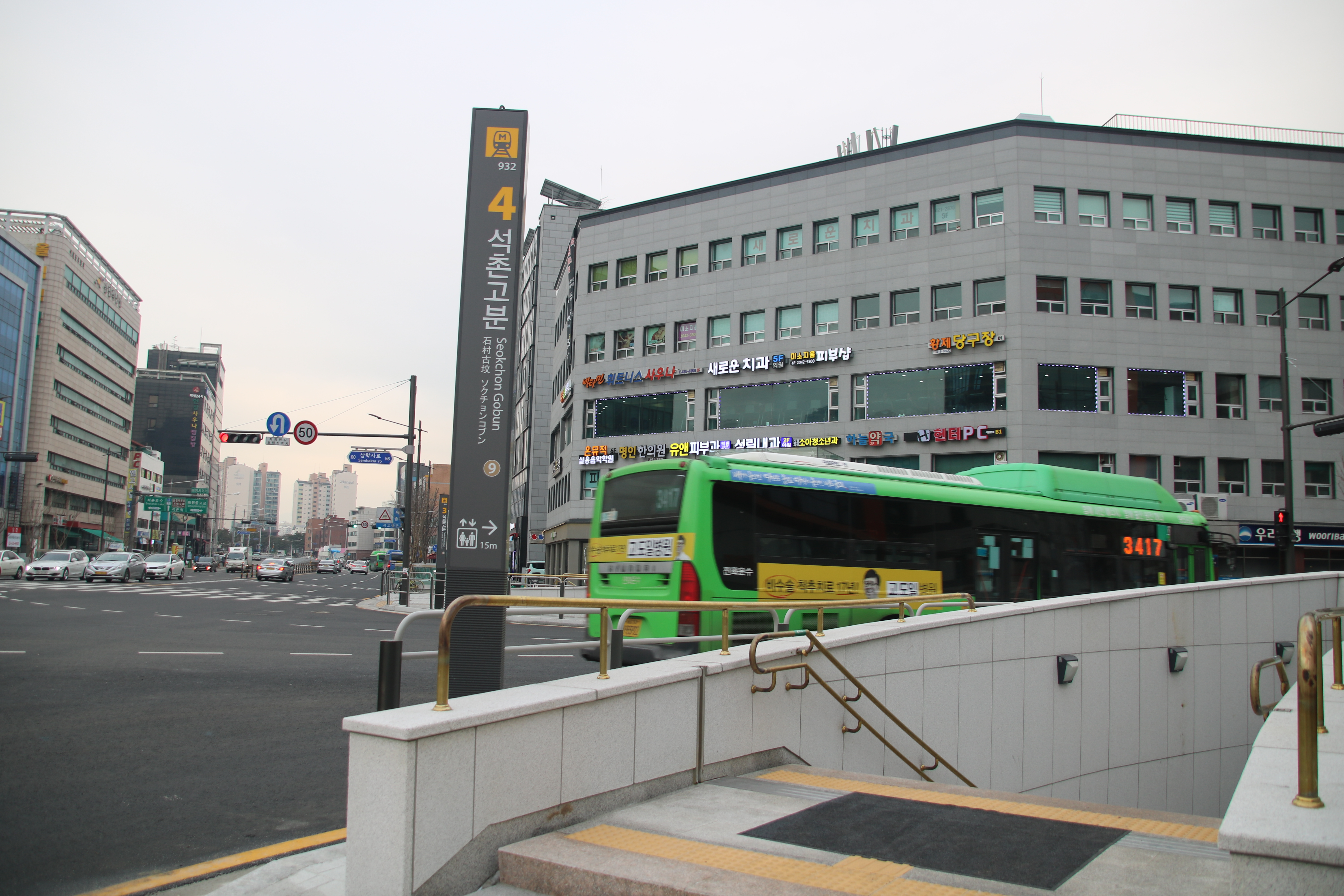
Lối ra 4
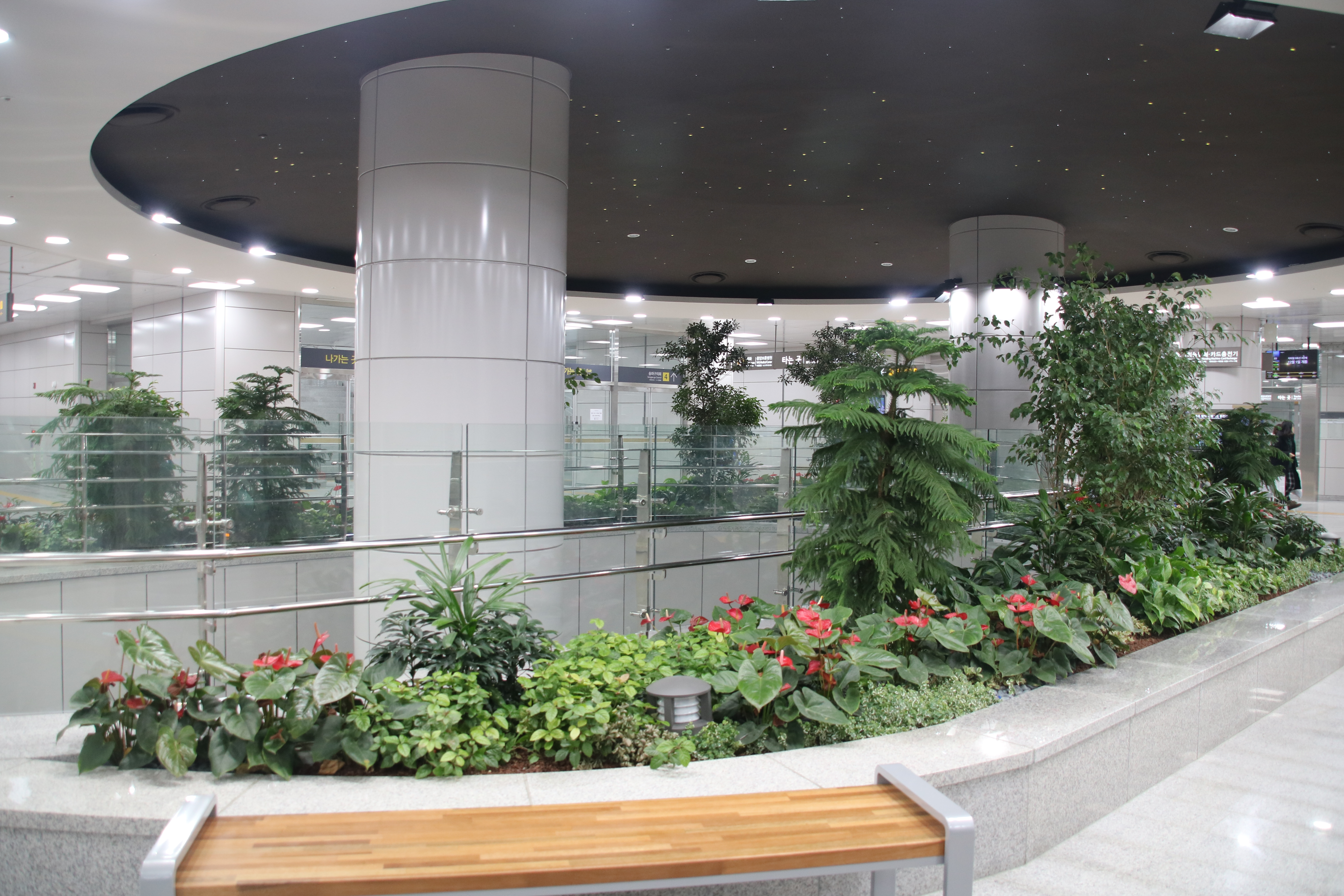
Phòng chờ